# Сон Богородицы

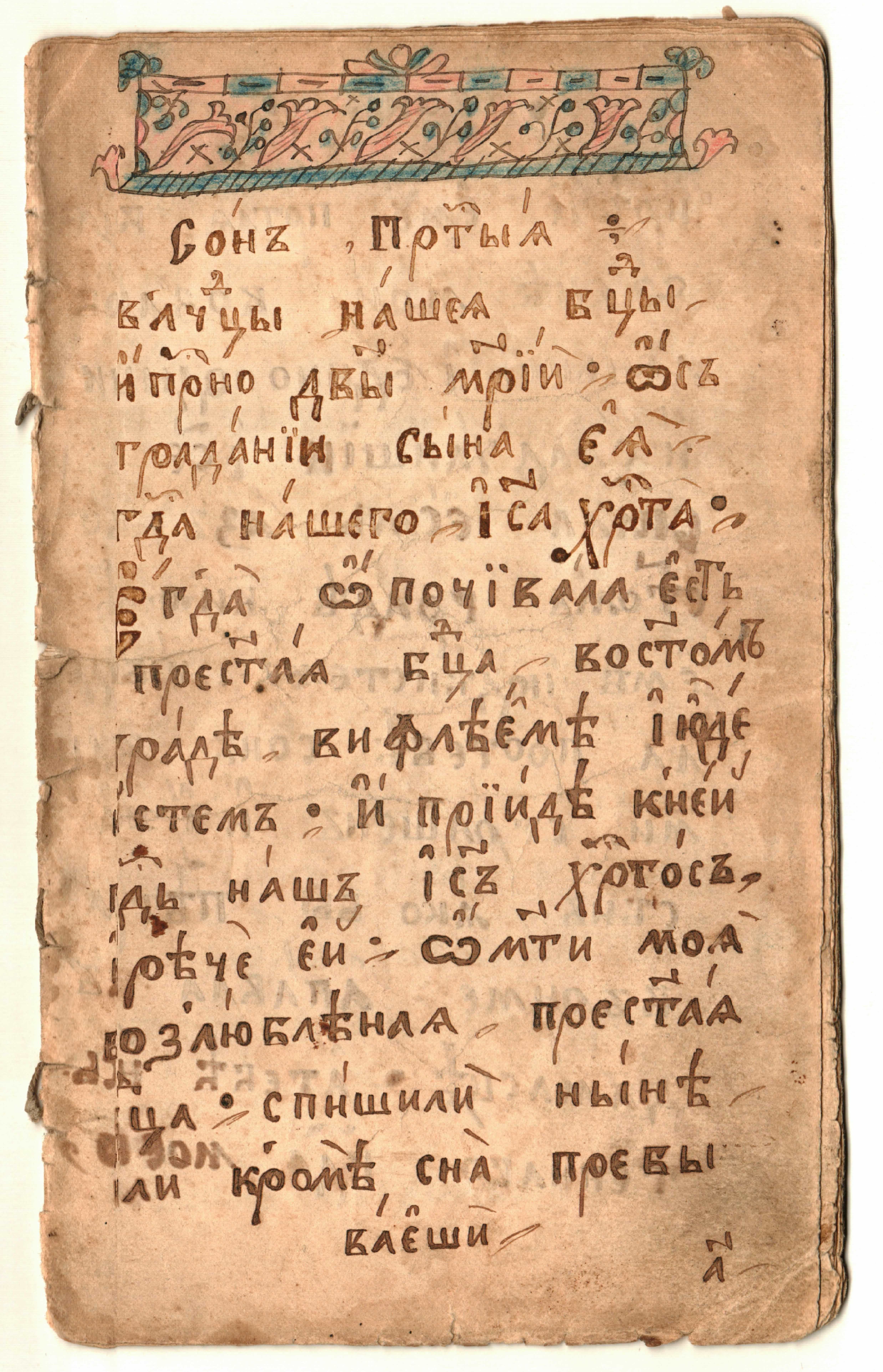
Апокриф «Сон Богородицы». Старообрядческая рукопись второй половины XIX века. Собрание В. В. Смирнова

«Сон Богородицы» — старорусский апокрифический текст про вещий сон Богородицы, в котором описывается распятие Христа и его воскресение. «Сон Богородицы» используется некоторыми людьми в качестве молитвы («апокрифической») или оберега.

## История возникновения
Апокриф «Сон Богородицы» появилось на Руси после церковного раскола на рубеже XVII—XVIII веков, и традиционно считается, что он имеет польское происхождение. Польскоязычный вариант «Сна Богородицы» приведён в Летописце Иоакима Ерлича с пометкой, что он взят из рукописи 1546 года.
«Сон Богородицы» широко распространялся как среди старообрядцев, молокан, духоборцев, так и среди лиц принадлежавших к Синодальной церкви. Чаще всего этот текст использовался как оберег от различных болезней. Иногда его зашивали в одежду людям, которые отправлялись на войну или в долгий путь. Традиция почитания «Сна Богородицы» отмечена и археографическими экспедициями начала XXI века.

## Критика
«Сон Богородицы» часто критикуется за свою внутреннюю противоречивость. В православии этот текст запрещён для чтения. Мнение Григория Квитка-Основьяненко: 
Сон Богородицы, якобы виденный на горе Елеонской — глупое и бестолковое сочинение. В заключение сказано, кто будет его иметь в доме, будет всегда здоров, счастлив и проч. Вор того дома не обокрадёт, огонь, вода и прочие беды не прикоснутся и много подобного вздору. Дьячки поддерживают это суеверие, пишут „таковые книжицы“ и получают за то изрядный доход. У нас каждый зажиточный хозяин ничего не пожалеет, чтобы приобрести сон и хранить его непременно в сундуке, чтобы туда стекались деньги.